# Alivia Leatherman
Pas d'image ? Cliquez ici

a Compétitions nationales et continentales officielles uniquement.

b Matchs officiels uniquement.
Dernière mise à jour le 6 novembre 2024.
Alivia Leatherman, née le 9 août 2002 à Parma (États-Unis), est une joueuse internationale américaine de rugby à XV évoluant au poste de pilier. Elle joue en Angleterre, aux Ealing Trailfinders.

## Biographie
Alivia Leatherman naît le 9 août 2002 à Parma aux États-Unis. Elle joue au rugby à XV dès le lycée, où elle pratique également le football et la natation, ainsi qu'avec le club local des Flamingos.
En 2022, elle part en tournée en Amérique du Sud avec l'équipe nationale des moins de 23 ans.
Elle devient internationale américaine en 2023 contre l'Italie, lors du WXV 2.
En 2024, elle joue pour le club des Life West Gladiatrix (en).
Elle cumule, à la fin de l'été 2024, cinq sélections en équipe des États-Unis quand elle est retenue pour le WXV au Canada, où elle ne dispute aucun match. Elle rejoint ensuite le club londonien des Ealing Trailfinders.